# De Cooman d'Herlinckhove
De Cooman d'Herlinckhove is een geslacht waarvan leden sinds 1930 tot de Belgische adel behoren.

## Geschiedenis
De stamvader van het adellijke geslacht is Edgar de Cooman (1872-1935), advocaat te Brussel. Hij trouwde in 1900 met Claire Vieujant (1877-1960), een dochter van Jules Vieujeant en Célina Delhaize waarna dit geslacht bestuurders ging leveren voor de winkelgroep  Delhaize, en zo werd de stamvader, net als diens schoonvader, er gedelegeerd bestuurder. De Cooman werd in 1930 verheven in de Belgische adel. Hij verkreeg in 1933 voor hem en zijn nageslacht toestemming d'Herlinckhove aan zijn geslachtsnaam toe te voegen. Zijn zoon verkreeg in 1983 de titel van baron, overdraagbaar bij eerstgeboorte.
Anno 2019 waren er nog vijf mannelijke afstammelingen in leven, de jongste geboren in 2011 en de enige mannelijke telg in de jongste generatie.

### Wapenbeschrijvingen
- 1930: Van keel, met een uitgeschulpt Sint-Andrieskruis van zilver, beladen met vijf rozen van keel en vergezeld van vier stedekronen van zilver. Het schild overtopt met eenen helm van zilver, getralied, gehalsband en omboord van goud, gevoerd en vastgehecht van keel, met wrong en dekkleeden van zilver en van keel. Helmteeken: een kroon van het schild, tusschen twee afgewende vleugels van keel. Wapenspreuk: 'Cooman vryman' van zilver, op een lossen band van keel.
- 1983: In keel, een uitgeschulpt Sint-Andrieskruis van zilver, beladen met vijf rozen van het [veld], en vergezeld van vier muurkronen van het tweede. Een helm van zilver, gekroond, getralied, gesierd en omboord van goud, gevoerd en gehecht van keel. Dekkleden: zilver en keel. Helmteken: een kroon van het schild, tussen een vlucht van keel. Wapenspreuk: 'Cooman vryman' in letters van zilver, op een lint van keel. Bovendien voor de [titularis] het schild gedekt met de rangkroon van baron, en gehouden door twee leeuwen van natuurlijke kleur.

## Enkele telgen
Jhr. Edgar de Cooman d'Herlinckhove (1872-1935), advocaat te Brussel en gedelegeerd bestuurder van Delhaize
- Jean baron de Cooman d'Herlinckhove (1901-1992), gedelegeerd bestuurder van Delhaize
  - Charlie baron de Cooman d'Herlinckhove (1933), chef de famille
- Jkvr. Ghislaine de Cooman d'Herlinckhove (1903-1994); trouwde in 1927 met jhr. Georges de Vaucleroy (1903-1938)
  - Gui baron de Vaucleroy (1933), werkzaam Delhaize, laatstelijk als bestuursvoorzitter

#### Adellijke allianties
- De Vaucleroy (1927), Kronacker (1968), Massange de Collombs (1974), De Bonhome (1984), De Wilde d'Estmael (1987), Nève de Mévergnies (1994), Joly (2011)